# تلما ریتر
تلما ریتر (انگلیسی: Thelma Ritter؛ زاده ۱۴ فوریهٔ ۱۹۰۲ درگذشته ۵ فوریهٔ ۱۹۶۹) هنرپیشه اهل ایالات متحده آمریکا بود.
او شش بار برای دریافت جایزه اسکار نقش مکمل زن نامزد شد ولی آنرا هرگز نبرد.

## گزیده فیلم‌شناسی
از فیلم‌ها یا برنامه‌های تلویزیونی که وی در آن نقش داشته‌است می‌توان به آثار زیر اشاره کرد.
- معجزه در خیابان سی و چهارم (۱۹۴۷)
- نامه‌ای به سه همسر (۱۹۴۹)
- همه چیز درباره ایو (۱۹۵۰)
- به همان جوانی که حس می‌کنی (۱۹۵۱)
- با یک ترانه در قلب من (۱۹۵۲)
- تایتانیک (۱۹۵۳)
- جیب‌بر خیابان جنوبی (۱۹۵۳)
- پنجره عقبی (۱۹۵۴)
- بابا لنگ‌دراز (۱۹۵۵)
- آلفرد هیچکاک تقدیم می‌کند (۱۹۵۶)
- حرف‌های خودمانی (۱۹۵۹)
- ناجورها (۱۹۶۱)
- پرنده‌باز آلکاتراز (۱۹۶۲)
- چگونه غرب تسخیر شد (۱۹۶۲)
- نوع جدید عشق (۱۹۶۳)
- بوئینگ بوئینگ (۱۹۶۵)